# Jori Hulkkonen
Jori Hulkkonen (Kemi, 28 september 1973) is een Finse dj en producer die house, techno, electro en deephouse maakt. Jori is erg productief en produceerde vele albums. Soms in zijprojecten met een vaste vocalist. Hij maakte in 2002 een cover dansversie van de radiohit uit 1984;  Sunglasses at Night in samenwerking met Tiga.

## Biografie
Hulkkonen groeide op in het plaatsje Kemi in het noorden van Finland. In zijn tienerjaren werd hij een liefhebber van muziek van onder andere Depeche Mode en de Pet Shop Boys.Met enkele anderen richt hij in 1993 Lumi Records op, waarop zijn eerste tracks verschijnen. Vanaf 1996 is hij ook actief als dj. Voor het label F-Communications brengt hij in 1996 het album Selkäsaari Tracks uit met daarop dromerige techno. Met opvolger The Spirits Inside Me (1998) beweegt hij zich meer in de richting van deephouse. Dit is ook het dominante geluid op When No One Is Watching We Are Invisible (2000), waarop enkele gastmuzikanten worden ingehuurd. Met dit album breekt hij door naar een groter publiek. Enige bekendheid heeft hij dan al gekregen met zijn remix van B boys & flygirls van de Bomfunk MC's. Naast zijn eigen werkt produceert hij ook geregeld clubgericht werk onder verschillende namen met producer Tuomas Salmela. In 2001 gaat hij een bijzondere samenwerking aan met de uit Canada afkomstige Tiga. Als Zyntherius werkt hij me aan de plaat Sunglasses at Night, een cover van een oude hit van Corey Hart. Dit nummer past in de revival van 80's muziek in die periode, en wordt een hit. Zijn eigen koers zet hij intussen door op Different (2002) en Dualizm (2005). Hierop werkt hij met diverse vocalisten uit zijn netwerk maar staat ook een samenwerking met John Foxx. Met zanger Jerry Valuri start hij het zijproject Processory, waarvan twee albums zullen verschijnen met electropop. Errare Machinale Est (2008) is het laatste album voor F-Communications. Hierop staat een samenwerking met zijn landgenoot Jimi Tenor. In 2011 wordt hij benaderd door de Amerikaans-Australische singer/songwriter Tania Bowers. Ze heeft zijn remix gehoord van This Boy’s In Love van The Presets. Dit leidt tot het project The Tania & Jori Continents, waarbij Tania zingt over een dromerig 80's synthesizergeluid. In 2012 brengt hij een album uit onder de naam Third Culture. Hij bedenkt het project na over het fenomeen gelezen te hebben als een samenwerking tussen exacte en filosofische wetenschap. Ook begint hij weer een project met een zanger. Ditmaal met Juho Paalosmaa onder de projectnaam Sin Cos Tan. Daarna verschijnen er weer enkele albums onder zijn eigen naam. In 2020 waagt hij zich met Portrait Of Continental Europe 25'637 BC - AD 7'023 aan een experiment met klassieke muziek.

## Discografie

### metTiga
| Single met eventuele hitnotering(en) in de Nederlandse Top 40 | Datum van verschijnen | Datum van binnenkomst | Hoogste positie | Aantal weken | Opmerkingen                        |
| ------------------------------------------------------------- | --------------------- | --------------------- | --------------- | ------------ | ---------------------------------- |
| Sunglasses at Night                                           |                       | 01-06-2002            | 35              | 2            | met Tiga / Dancesmash op Radio 538 |

### Albums
- Selkäsaari Tracks (1996)
- Bobby Forester – Love You Forever (1998)
- The Spirits Inside Me (1998)
- When No One Is Watching We Are Invisible (2000)
- Different (2002)
- Dualizm (2005)
- Processory - Processory (2007)
- Errare Machinale Est (2008)
- Man From Earth (2009)
- The Tania & Jori Continents - Continent One (2011)
- Processory - Change Is Gradual (2011)
- Third Culture - Negative Time (2012)
- Sin Cos Tan – Sin Cos Tan (2012)
- Sin Cos Tan – Afterlife (2013)
- Sin Cos Tan – Blown Away (2014)
- Oh But I Am (2015)
- Don't Believe In Happiness (2017)
- Simple Music for Complicated People (2018)
- Eurodisiac (2019)
- Primitivo (2020)
- Portrait Of Continental Europe 25'637 BC - AD 7'023 (2020)

- Bibliothèque nationale de France: cb14035533w (data)
- Gemeinsame Normdatei: 135227267
- International Standard Name Identifier: 0000 0000 5516 1478
- MusicBrainz: 255e16d4-f13b-49dd-8c4a-5ae2f864e22b
- Nationale Bibliotheek van Tsjechië: xx0208540
- Système universitaire de documentation: 109136829
- Virtual International Authority File: 14972774
- WorldCat: E39PBJyGVPr8gVdJMCpxKQv8md